# Siêu cúp bóng ném nữ châu Âu
Siêu cúp bóng ném nữ châu Âu (tiếng Anh: EHF Women's Champions Trophy), là một giải tranh cúp của Liên đoàn bóng ném châu Âu dành cho các câu lạc bộ nữ. Giải này được tổ chức hàng năm, bắt đầu từ năm 1994. Cho tới năm 2007, giải này gọi là "Giải vô địch câu lạc bộ nữ châu Âu" (Women's European Club Championship) hoặc "Siêu cúp" (Supercup).
Giải này tranh giữa 4 đội câu lạc bộ, giữa các đội đoạt giải Hạng vô địch nữ Liên đoàn bóng ném châu Âu, Cúp EHF nữ, Cúp các đội nữ đoạt cúp Liên đoàn bóng ném châu Âu và một đội câu lạc bộ nữ được mời.

## Bảng tổng kết
| 1993-94 Chi tiết |                              |         |                            |                          |         |                              |
| 1994-95 Chi tiết | Rotor Volgograd              | 27 – 21 | DVSC-Aquaticum             | Hypo Niederösterreich    | 29 – 25 | Dunaferr NK                  |
| 1995-96 Chi tiết | Podravka Dolcela             | 22 – 21 | TV Giessen Lützellinden    | A.S. Silcotub Zalau      | 23 – 14 | Debreceni VSC                |
| 1996-97 Chi tiết | Mar Valencia                 | 27 – 25 | Istochnik Rostov           | Robit Olimpija Ljubljana | 33 – 32 | Frankfurter HC               |
| 1997-98 Chi tiết | Ikast F.S.                   | 25 – 24 | Baekkelagets Oslo          | Dunaferr SE              | 28 – 23 | Hypo Niederösterreich        |
| 1998-99 Chi tiết | Dunaferr SE                  | 28 – 27 | Baekkelagets Oslo          | Krim Electa NR Ljubljana | 34 – 27 | Viborg HK                    |
| 1999-00 Chi tiết | Hypo Niederösterreich        | 27 – 24 | Volgograd AKVA             | Ferrobus KU Mislata      | 32 – 23 | Rapid Bucuresti              |
| 2000-01 Chi tiết | Viborg HK A/S                | 23 – 22 | Motor Zaporoshje           | RK Krim Neutro Roberts   | 34 – 21 | Nordstrand 2000, Oslo        |
| 2001-02 Chi tiết | Kometal Gjorce Petrov Skopje | 30 – 28 | Ikast-Bording EH           | HERZ - FTC Budapest      | 27 – 23 | HC Lada Toljatti             |
| 2002-03 Chi tiết | Krim Ljubljana               | 33 – 28 | Slagelse FH                | Ikast-Bording EH         | 23 – 22 | ESBF Besançon                |
| 2003-04 Chi tiết | Krim Ljubljana               | 34 – 25 | Hypo Niederösterreich      | HC Leipzig               | 27 – 26 | Kometal Gjorce Petrov Skopje |
| 2005-06 Chi tiết | Viborg HK                    | 31 – 26 | RK Krim Mercator Ljubljana | ZRK Buducnost MONET      | 30 – 25 | FTC Budapest                 |
| 2006-07 Chi tiết | CS Oltchim Râmnicu Vâlcea    | 23 – 19 | Zvezda Zvenigorod          | Slagelse DT              | 35 – 34 | HC Lada Togliatti            |
| 2007-08 Chi tiết | Zvezda Zvenigorod            | 28 – 27 | Hypo Niederösterreich      | Larvik HK                | 28 – 24 | HC Dinamo                    |

### Tính theo nước
| Nước        | hạng nhất | Hạng nhì | Hạng ba | Hạng tư | Tổng cộng |
| ----------- | --------- | -------- | ------- | ------- | --------- |
| Đan Mạch    | 3         | 2        | 2       | 1       | 8         |
| Nga         | 2         | 3        |         | 3       | 8         |
| Slovenia    | 2         | 1        | 3       |         | 6         |
| Áo          | 1         | 2        | 1       | 1       | 5         |
| Hungary     | 1         | 1        | 2       | 3       | 7         |
| România     | 1         |          | 1       | 1       | 3         |
| Tây Ban Nha | 1         |          | 1       |         | 2         |
| Macedonia   | 1         |          |         | 1       | 2         |
| Croatia     | 1         |          |         |         | 1         |
| Na Uy       |           | 2        | 1       | 1       | 4         |
| Đức         |           | 1        | 1       | 1       | 3         |
| Ukraina     |           | 1        |         |         | 1         |
| Montenegro  |           |          | 1       |         | 1         |
| Pháp        |           |          |         | 1       | 1         |